# Culicini
Tribu
Les Culicini sont une tribu de moustiques de la famille des Culicidae, de la sous-famille des Culicinae.

## Liste des genres
- Culex Linnaeus, 1758 (762 espèces, 22 sous-genres : cosmopolite)
- Deinocerites (18 espèces : Nouveau Monde)
- Galindomyia (1 espèce : Colombie)
- Lutzia (7 espèces : cosmopolite, initialement sous-genre du genre Culex, ressuscité par Tanaka (2003) au rang de genre)